# دوروتا کنجیه‌ژافسکا
دوروتا کِنجیه‌ژافسکا (لهستانی: Dorota Kędzierzawska؛ تلفظ لهستانی: [dɔˈrɔta kɛɲd͡ʑɛˈʐafska]؛ زادهٔ ۱ ژوئن ۱۹۵۷) یک کارگردان فیلم، ویراستار، فیلم‌نامه‌نویس اهل لهستان است.
از فیلم‌های او می‌توان به «جهانی دیگر» (۲۰۱۲) اشاره کرد.